# Mazes of Fate
Mazes of Fate es un videojuego de rol en primera persona para la consola de mano Game Boy Advance de Nintendo, desarrollado por la compañía argentina Sabarasa, y publicado por Graffiti Entertainment. Soporta cinco idiomas: inglés, francés, italiano, alemán y español y salió al mercado en EE. UU. en diciembre de 2006. Es considerado el primer videojuego de consola portátil latinoamericano. Una versión para Nintendo DS salió a la venta en septiembre de 2008 siendo comercializada en EE. UU. y en Europa.

## Características
Algunas características del juego:
- Cinco capítulos, y una historia profunda.
- Seis personajes secundarios se pueden sumar a la partida.
- Tres escuelas de magia diferentes.
- Cuarenta clases de magias.
- Diecinueve habilidades para personalizar a los personajes a gusto.
- Más de cien diálogos interactivos.
- Más de trescientos Ítems diferentes.
- Más de sesenta tipos de enemigos.
- Más de cincuenta niveles.
- Más de 25 horas de juego.